# 13 друзей Билана
«13 друзей Билана» — трибьют-альбом, составленный из песен российского поп-певца Димы Билана, записанных различными исполнителями. Релиз состоялся 12 ноября 2021 года. В создании альбома принял участие сам Билан, записав дуэты с Клавой Кокой, Zivert и JONY.

## Список композиций
Информация взята из Tidal.
| №                   | Название               | Текст песни                                     | Музыка                          | Исполнитель            | Длительность |
| ------------------- | ---------------------- | ----------------------------------------------- | ------------------------------- | ---------------------- | ------------ |
| 1.                  | «Держи»                | Денис Ковальский                                | Денис Ковальский                | Дима Билан, Клава Кока | 3:02         |
| 2.                  | «Я так люблю тебя»     | Денис Ковальский                                | Денис Ковальский                | Artik & Asti           | 2:38         |
| 3.                  | «Полуночное такси»     | Артём Пивоваров                                 | Артём Пивоваров                 | Руки Вверх!            | 3:00         |
| 4.                  | «Задыхаюсь»            | Денис Ковальский                                | Денис Ковальский                | Артур Пирожков         | 3:19         |
| 5.                  | «Это была любовь»      | Михаил Мшенский, Роман Бокарев                  | Михаил Мшенский, Роман Бокарев  | Дима Билан, Zivert     | 3:31         |
| 6.                  | «Ты должна рядом быть» | Сергей Алиханов, Матвей Мельников, Марина Жадан | Мишель Эскоффери                | Мот, Мари Краймбрери   | 3:21         |
| 7.                  | «Я просто люблю тебя»  | Денис Ковальский, Данил Прытков                 | Денис Ковальский, Данил Прытков | Niletto                | 2:58         |
| 8.                  | «Believe»              | Дима Билан, Джеймс Вашингтон                    | Дима Билан, Джеймс Вашингтон    | Дима Билан, Jony       | 3:18         |
| 9.                  | «Стань для меня»       | Аслан Гусейнов                                  | Аслан Гусейнов                  | Ани Лорак              | 4:20         |
| 10.                 | «Химия»                | Ирина Дубцова                                   | Ирина Дубцова                   | Филипп Киркоров        | 3:33         |
| 11.                 | «Малыш»                | Сергей Сумачаков                                | Сергей Сумачаков                | LOBODA                 | 2:55         |
| 12.                 | «Невозможное возможно» | Александр Лунёв, Лара Д'Элиа                    | Александр Лунёв, Лара Д'Элиа    | Ваня Дмитриенко        | 2:21         |
| 13.                 | «Про белые розы»       | Анна Бастон                                     | Анна Бастон                     | Юрий Шатунов           | 3:38         |
| Общая длительность: | Общая длительность:    | Общая длительность:                             | Общая длительность:             | Общая длительность:    | 41:54        |